# Oost-Tanjung Jabung
Oost-Tanjung Jabung (Indonesisch: Tanjung Jabung Timur) is een regentschap in de provincie Jambi op Sumatra, Indonesië. Het regentschap heeft ongeveer 205.000 inwoners en heeft een oppervlakte van 5445 km². De hoofdstad van het regentschap is Muara Sabak. Oost-Tanjung Jabung maakte tot 1999 deel uit van het vroegere regentschap Tanjung Jabung, samen met het huidige regentschap West-Tanjung Jabung.
Het regentschap grenst in het noorden aan de Zuid-Chinese Zee, in het oosten aan het regentschap Musi Banyu Asin (provincie Zuid-Sumatra), in het zuiden aan het regentschap Muaro Jambi en in het westen aan het regentschap West-Tanjung Jabung.
Oost-Tanjung Jabung is onderverdeeld in 10 onderdistricten (kecamatan):
- Berbak
- Dendang
- Kuala Jambi
- Mendahara
- Mendahara Ulu
- Muara Sabak Timur
- Muara Sabak Barat
- Nipah Panjang
- Rantau Rasau
- Sadu